# كالويان كراستيف
كالويان كراستيف (24 يناير 1999 بصوفيا في بلغاريا - ) هو لاعب كرة قدم بلغاري في مركز الهجوم. شارك مع منتخب بلغاريا تحت 17 سنة لكرة القدم. أما مع النوادي، فقد لعب مع سلافيا صوفيا.

## وصلات خارجية
- كالويان كراستيف على موقع قاعدة بيانات كرة القدم.إي يو (الإنجليزية)
- كالويان كراستيف على موقع Soccerway.com (الإنجليزية)